# Schroederichthys chilensis
Pintarroja o red-spotted catshark (Schroederichthys chilensis) es una especie de tiburón de la familia Scyliorhinidae. Es endémico del Pacífico Sur-oriental, con una distribución latitudinal desde Perú (Ancón) hasta Chile (Archipiélago de Chiloé). Es un habitante frecuente de las praderas de algas laminariales de Macrocystis spp y Lessonia trabeculata, donde encuentra refugio y alimento.

## Morfología
Los pintarroja son tiburones pequeños que presentan un cuerpo alargado y aplastado dorsoventralmente desde el extremo anterior hasta la cintura pélvica y son de aspecto más cilíndrico hacia el lado posterior . Tienen dos aletas dorsales sin espinas, que se ubican cerca de la primera altura de las aletas pélvicas y la segunda por detrás de la proyección de la aleta anal. Poseen cinco pares de hendiduras branquiales. Su superficie dorsal del cuerpo es de color gris oscuro, degradándose éste hacia los costados hasta ser blanquecino ventralmente. Por el lado dorsal presentan  6 a 9 manchas semejantes a "sillas de montar", distribuidas desde el lado anterior hacia el posterior; presentan pequeñas manchas blancas circulares de diámetro variable ubicadas dentro de las manchas tipo "sillas de montar" y en el resto de su cuerpo; pequeñas manchas negras circulares de diámetro variable presentes en todo el cuerpo y a veces en la superficie ventral. La boca es de ubicación anteroventral con forma de arco curvado; posee unas mandíbulas con varias corridas de pequeños dientes de forma tricúspide; con presencia de rebordes labiales en los ángulos de su boca. También presenta lóbulos nasales de forma triangular. Son Ovíparos.
Los machos pueden llegar alcanzar los 62 cm de longitud total.
Presentan dimorfismo sexual. Los machos presentan estructuras reproductivas llamadas claspers, los cuales son modificaciones de las aletas pélvicas y sirven para la transferencia del esperma a la hembra.

## Hábitat
Habitan en aguas someras del sublitoral rocoso hasta los 50 m de profundidad aunque en la estación de verano se puede encontrar en profundidades que van desde los  8 a 15 metros y en invierno entre 15-100 metros.

## Alimentación
Se alimenta principalmente de crustáceos decápodos como el camarón de roca Rhynchocinetes typus y cangrejos.